# Ogmodera nigrociliata
Ogmodera nigrociliata är en skalbaggsart som beskrevs av Stefan von Breuning 1960. Ogmodera nigrociliata ingår i släktet Ogmodera och familjen långhorningar.
Artens utbredningsområde är Kenya. Inga underarter finns listade i Catalogue of Life.